# المنتدى الوطني للصحوة المدنية
المنتدى الوطني للصحوة المدنية (بالفرنسية: Forum National pour l’Eveil Civil et Civique)‏ كان حزبا سياسيا في بنين.

## التاريخ
تأسس الحزب في أواخر عام 1995. في الانتخابات الرئاسية عام 1996، دعم المرشح الفائز ماثيو كيريكو.
انضم الحزب لاحقًا إلى تحالف سورو لخوض الانتخابات البرلمانية لعام 1999، جنبًا إلى جنب مع الاتحاد للديمقراطية وإعادة الإعمار الوطني ومنتدى الديمقراطية والتنمية والأخلاق والاتحاد للوطن والتقدم. حصل التحالف على 1.5 ٪ من الأصوات، وفاز بمقعد واحد شغله قادو جيريجيسو من اتحاد الوطن.
كان جزءًا من اتحاد بنين المستقبل لانتخابات عام 2003.